# Erythroxylum pictum
Erythroxylum pictum là một loài thực vật có hoa trong họ Erythroxylaceae. Loài này được E.Mey. ex Harv. & Sond. mô tả khoa học đầu tiên năm 1860.

## Hình ảnh

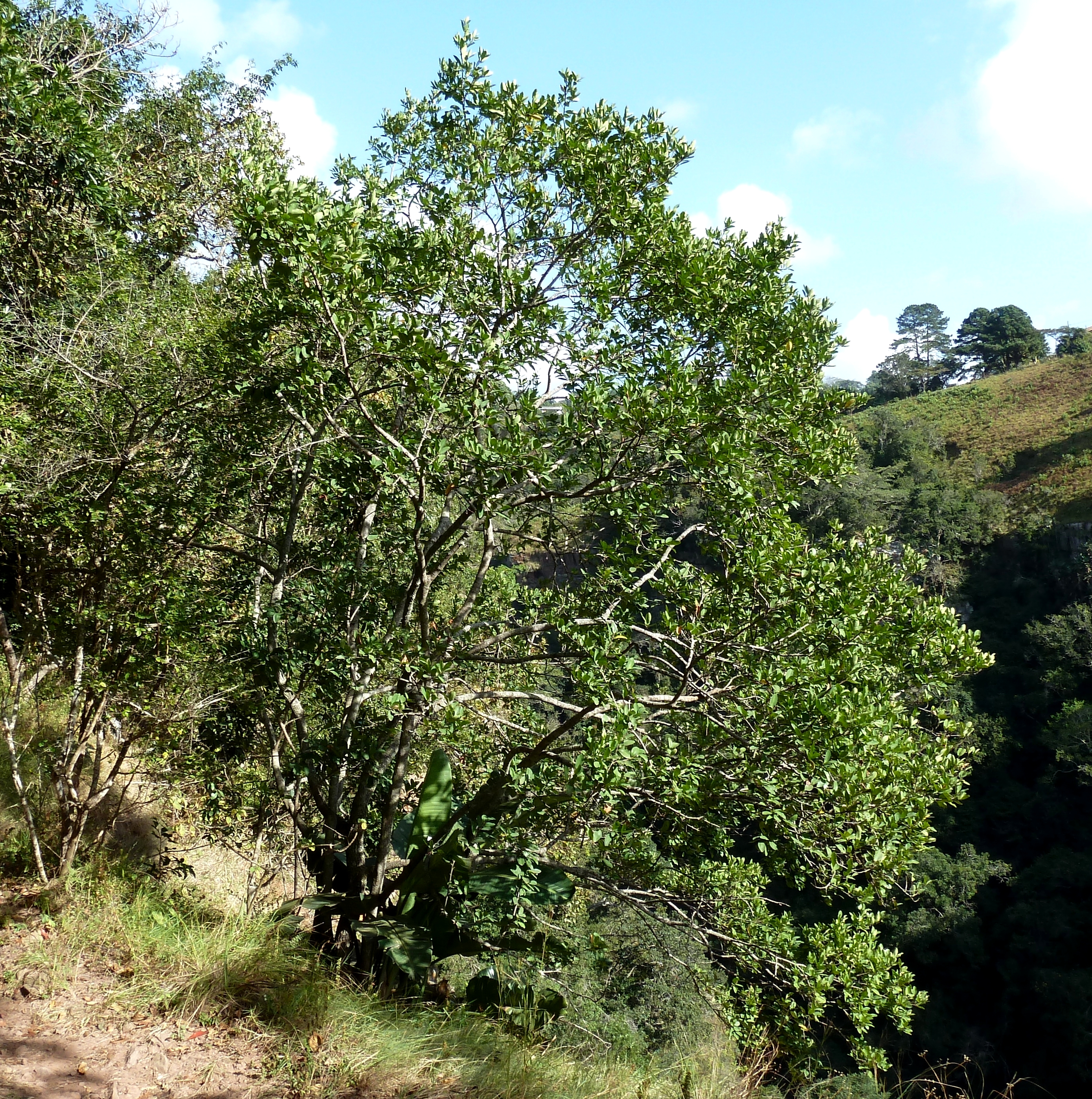
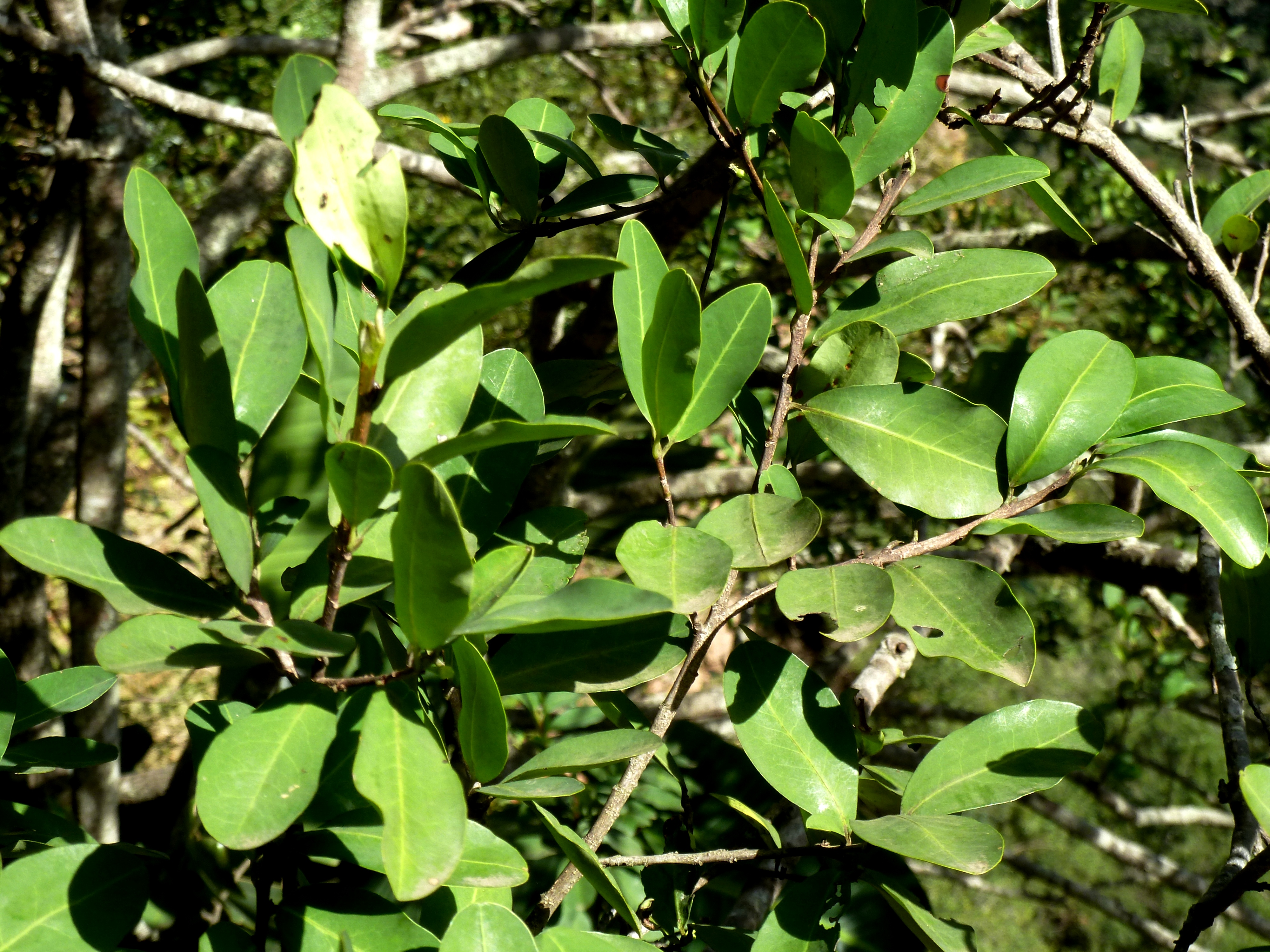